# FC Germania Zündorf
Der FC Germania Zündorf 1913 e. V. ist ein Sportverein aus dem Kölner Stadtteil Zündorf. Die erste Fußballmannschaft spielte sieben Jahre lang in der höchsten mittelrheinischen Amateurliga.

## Geschichte
Der Verein wurde im Jahr 1913 gegründet und spielte bis zum Ende des Zweiten Weltkrieges in der zweithöchsten Spielklasse. Nach Kriegsende gelang der Mannschaft 1947 der Aufstieg in die Bezirksklasse. Zwei Jahre später stieg die Germania in die Landesliga auf, die seinerzeit höchste Amateurliga am Mittelrhein. Dort kämpften die Zündorfer Jahr für Jahr gegen den Abstieg. 1952 gelang der Klassenerhalt erst nach Entscheidungsspielsiegen gegen den VfL Poll und TuRa Hennef. Ein Jahr später ging es dann runter in die Bezirksklasse, ehe 1958 der Wiederaufstieg gelang. Durch die Einführung der Verbandsliga 1956 war die Landesliga allerdings nur noch die zweithöchste Amateurliga.
1961 erreichte die Germania mit Platz 4 ihren sportlichen Zenit. Gleichzeitig qualifizierten sich die Zündorfer für den Westdeutschen Pokal, in dem die Mannschaft in der ersten Runde dem 1. FC Köln nach 1:0-Halbzeitführung nur knapp mit 1:2 unterlag. Schließlich musste die Germania 1964 wieder in die Bezirksklasse absteigen, zur Saison 1966/67 kehrte sie noch einmal in die Landesliga zurück. Ende der 1970er Jahre brachen wieder erfolgreichere Zeiten an. 1978 stiegen die Zündorfer in die Landesliga auf und schafften zwei Jahre später den Sprung in die Verbandsliga. Drei Jahre hielt sich die Germania dort, ehe 1983 als abgeschlagener Tabellenletzter der Gang in die Landesliga folgte.
Es war der erste von drei Abstiegen in Folge, die die Mannschaft 1985 in die Kreisliga A brachten. Die Germania wurde daraufhin zur Fahrstuhlmannschaft innerhalb der Kölner Kreisligen. 2005 erreichte der Verein mit dem Abstieg in die Kreisliga C seinen sportlichen Tiefpunkt. Seit dem Wiederaufstieg im Jahr 2010 tritt die Germania in der Kreisliga B an. 2008 stellten die Zündorfer mit Lisa Schmitz eine U-17-Europameisterin.

## Persönlichkeiten
- Kai Burger
- Josef Röhrig
- Ralf Schehr
- Lisa Schmitz